# 米什科尔茨
米什科尔茨（匈牙利語：Miskolc）位于匈牙利东北部，是该国第四大城市，也是包尔绍德-奥包乌伊-曾普伦州的首府。是重工业城市。

## 历史
史前即有人类居住，首次记载的居民是凯尔特人的Cotini部落。
匈牙利人居住于此可追溯至9世纪末，该城以米什科茨（Miskóc）部落得名，该名称可追溯至1210年。米什科茨部落向查理一世交出了该地控制权。
二战结束后的1946年7月30日及8月1日，因经济困难及潜在的犹太人歧视，米什科尔茨爆发了一场针对犹太人的迫害。

## 名人
- 格罗斯·卡罗伊：匈牙利前总理、匈牙利共产党前总书记

## 友好城市
| - 德国阿沙芬堡 - 美国克利夫兰 - 波兰卡托维兹 - 斯洛伐克科希策 |  | - 捷克俄斯特拉发 - 芬兰坦佩雷 - 俄罗斯沃洛格达 - 中国烟台 - 中国上海 - 中国陕西 |